# Noel Gallagher's High Flying Birds (musikalbum)
Noel Gallagher's High Flying Birds är det självbetitlade debutalbumet av det engelska rockbandet Noel Gallagher's High Flying Birds. Albumet släpptes den 17 oktober 2011 och är det första studioalbumet med artisten Noel Gallagher sedan hans avhopp från Oasis i augusti 2009.

## Låtlista
Alla låtar är skrivna och komponerade av Noel Gallagher. 
| Nr           | Titel                                          | Längd |
| ------------ | ---------------------------------------------- | ----- |
| 1.           | Everybody's on the Run                         | 5:30  |
| 2.           | Dream On                                       | 4:29  |
| 3.           | If I Had a Gun...                              | 4:09  |
| 4.           | The Death of You and Me                        | 3:29  |
| 5.           | (I Wanna Live in a Dream in My) Record Machine | 4:23  |
| 6.           | AKA... What a Life!                            | 4:24  |
| 7.           | Soldier Boys and Jesus Freaks                  | 3:22  |
| 8.           | AKA... Broken Arrow                            | 3:35  |
| 9.           | (Stranded On) The Wrong Beach                  | 4:02  |
| 10.          | Stop the Clocks                                | 5:04  |
| Total längd: | Total längd:                                   | 42:27 |